# Ejido el Coyme
Ejido el Coyme är en ort i Mexiko.   Den ligger i kommunen El Marqués och delstaten Querétaro Arteaga, i den centrala delen av landet, 170 km nordväst om huvudstaden Mexico City. Ejido el Coyme ligger 1 908 meter över havet och antalet invånare är 224.
Terrängen runt Ejido el Coyme är varierad. Runt Ejido el Coyme är det ganska tätbefolkat, med 155 invånare per kvadratkilometer. Närmaste större samhälle är Santiago de Querétaro, 15,8 km väster om Ejido el Coyme. Trakten runt Ejido el Coyme består till största delen av jordbruksmark.